# Гуадалупе (округ, Нью-Мексико)
Гуадалупе (англ. Guadalupe) — округ в штате Нью-Мексико в США. Расположен в центральной части штата. Площадь территории округа 7853 км². Население по переписи 2000 года составляло 4680 человек. Административный центр округа — город Санта-Роза.

## География
Согласно Бюро переписи США общая площадь округа составляет 7852 км², из которой 7849 км² — это суша и 3 км² (0,04 %) воды.

### Граничащие округа
- Сан-Мигель — на севере
- Куэй — на востоке
- Де-Бака — на юге
- Линкольн — на юго-западе
- Торранс — на западе

## Население

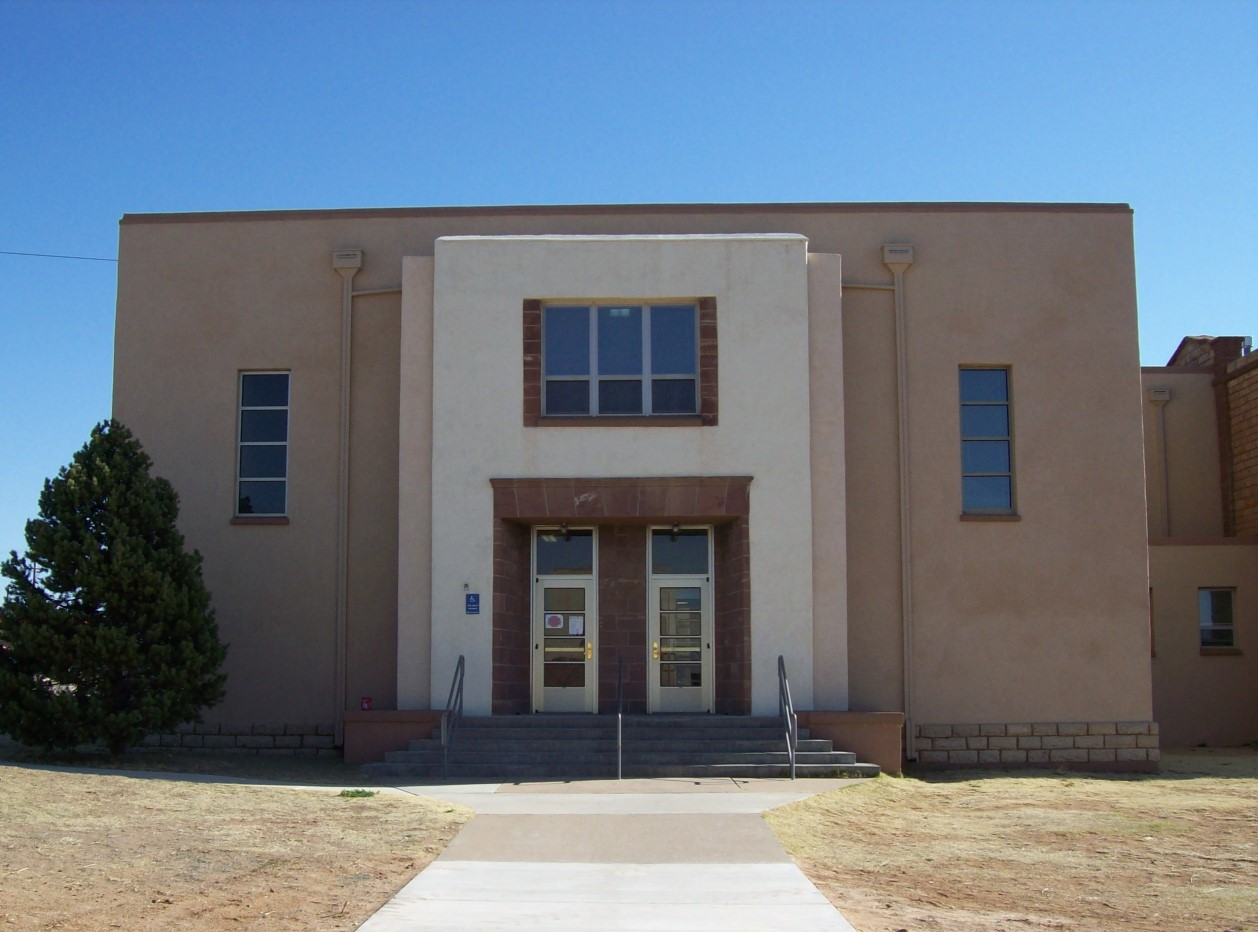
Здание окружного суда в Санта-Розе.

По переписи 2000 года численность населения составила 4680 человек, а также 1655 домовладений и 1145 семейств, находящихся в округе. Плотность населения при этом составила 1 человек на км². Расовое соотношение в округе было 54,06 % белых, 1,32 % чернокожих, 1,13 % коренных американцев, 0,53 % азиатов, 0,04 % уроженцев тихоокеанских островов, 39,06 % прочих рас и 3,85 % из двух или более рас. 81,22 % населения были испанцы или латиносы любой расы.
Было зарегистрировано 1655 домовладений, из которых 33,80 % имеют детей в возрасте до 18 лет, живущих с ними, в 49,50 % супруги состоят в браке и проживают совместно, в 14,30 % случаях женщины не имеют супруга и 30,80 % не имеют семьи. 27,90 % всех домовладений индивидуальные и в 11,50 % проживает одинокий человек в возрасте от 65 лет или старше. Среднее число человек в домовладениях составило 2.51 и средний размер семей был 3.05.
В округе по возрасту население распределилось на 24,40 % в возрасте до 18 лет, 9,20 % — от 18 до 24 лет, 30,70 % — от 25 до 44 лет, 21,90 % — от 45 до 64 лет и 13,80 % проживающих, которым было 65 лет или больше. Средний возраст при этом составил 38 лет. На каждые 100 женщин приходилось 121,50 мужчин. На каждые 100 женщин в возрасте от 18 лет и выше приходилось 126,30 мужчин.
Средний годовой доход домовладения был 24 783 доллара, а средний доход семейства был 28 279 долларов. Средний доход мужчин был 22 463 доллара, в то время как для женщин он составил 18 500 долларов. В среднем доход на душу населения в округе был 11 241 доллар. Около 18,10 % семейств и 21,60 % населения имели доходы ниже прожиточного минимума, включая 24,10 % из которых младше 18 лет и 19,40 % из них в возрасте 65 лет или старше.

## Посёлки
- Санта-Роза
- Вон